# Zoo TV: Live from Sydney
Zoo TV: Live from Sydney — видеоверсия концерта группы U2 27 ноября 1993 года в рамках тура Zoo TV Tour в Сиднее, Австралия. За него группе вручили Грэмми в номинации «Лучшее музыкальное видео». Режиссёром фильма выступил Дэвид Мале.
Американская ассоциация звукозаписывающих компаний присвоила Zoo TV: Live from Sydney платиновый статус 29 ноября 2006 года.

## Выступление
Это был второй из двух запланированных концертов U2 в Сиднее. Первый концерт, являвшийся генеральной репетицией к видеосъёмке, является единственным концертом за всю историю U2, прошедший без одного из её оригинальных участников — басист Адам Клейтон был заменён техником Стюартом Морганом по причине алкогольного опьянения. Отсутствие Клейтона на сцене заставило группу в очередной раз задуматься о своём будущем. Боно отмечает, что во время финального концерта не был уверен в том, сыграют ли они вместе ещё когда-нибудь. В результате некоторые моменты шоу вышли чересчур эмоциональными.
Только одна песня оказалась вырезанной из всего выступления — «Tryin' to Throw Your Arms Around the World», исполненная между «Numb» и «Angel of Harlem». Считается, что это произошло из-за распития Боно бутылки шампанского с несовершеннолетней девочкой прямо на сцене либо из-за неудовлетворения группой их собственным выступлением; однако продюсер фильма Нед О`Хенлон объявил, что концерт оказался слишком длинным и его необходимо было сократить.

## Версии
Первоначально концерт был выпущен на VHS и лазердиске в 1994 году. В 2006 году концерт был издан на DVD; для подписчиков U2.com была доступна аудиоверсия концерта под названием Zoo TV Live. В 2011 году Zoo TV: Live from Sydney вошёл в юбилейное переиздание альбома Achtung Baby.

## Список композиций
| 1. «Show Opening» 2. «Zoo Station» 3. «The Fly» 4. «Even Better Than the Real Thing» 5. «Mysterious Ways» 6. «One» 7. «Unchained Melody» 8. «Until the End of the World» 9. «New Year’s Day» 10. «Numb» 11. «Angel of Harlem» 12. «Stay (Faraway, So Close!)» 13. «Satellite of Love» 14. «Dirty Day» 15. «Bullet the Blue Sky» 16. «Running to Stand Still» 17. «Where the Streets Have No Name» 18. «Pride (In the Name of Love)» 19. «Daddy’s Gonna Pay for Your Crashed Car» 20. «Lemon» 21. «With or Without You» 22. «Love Is Blindness» 23. «Can't Help Falling in Love» | DVD 2 Bonus Tracks «Tryin' to Throw Your Arms Around the World» « Desire » — live from the Zoo TV Special, Yankee Stadium, New York , 29 and 30 August 1992; «The Fly» «Even Better Than the Real Thing» — live from the «Stop Sellafield» Concert, G-Mex Centre, Manchester , 19 June 1992; Documentaries A Fistful of ZooTV ZooTV — The Inside Story Trabantland Extras Video Confessional «Numb» karaoke video remix DVD-ROM features 4 Wallpapers 2 Screensavers Easter eggs |

## В записи участвовали
- Боно — вокал, гитара;
- Эдж — гитара, клавишные, синтезаторы, вокал;
- Адам Клейтон — бас-гитара;
- Ларри Маллен-мл. — ударные, перкуссия, бэк-вокал;